# Selección femenina de fútbol de San Vicente y las Granadinas
La selección femenina de fútbol de San Vicente y las Granadinas es el equipo nacional de fútbol que representa a San Vicente y las Granadinas en torneos y competencias internacionales femeniles como la Copa de Oro Femenina de la Concacaf. Su organización está a cargo de la Federación de Fútbol de San Vicente y las Granadinas, la cual está afiliada a la Concacaf.

## Estadísticas

### Copa Mundial Femenina de Fútbol
| Edición | Resultado               | Posición                | PJ                      | PG                      | PE                      | PP                      | GF                      | GC                      |
| ------- | ----------------------- | ----------------------- | ----------------------- | ----------------------- | ----------------------- | ----------------------- | ----------------------- | ----------------------- |
| 1991    | No existía la selección | No existía la selección | No existía la selección | No existía la selección | No existía la selección | No existía la selección | No existía la selección | No existía la selección |
| 1995    | No existía la selección | No existía la selección | No existía la selección | No existía la selección | No existía la selección | No existía la selección | No existía la selección | No existía la selección |
| 1999    | No existía la selección | No existía la selección | No existía la selección | No existía la selección | No existía la selección | No existía la selección | No existía la selección | No existía la selección |
| 2003    | No existía la selección | No existía la selección | No existía la selección | No existía la selección | No existía la selección | No existía la selección | No existía la selección | No existía la selección |
| 2007    | No clasificó            | No clasificó            | No clasificó            | No clasificó            | No clasificó            | No clasificó            | No clasificó            | No clasificó            |
| 2011    | No clasificó            | No clasificó            | No clasificó            | No clasificó            | No clasificó            | No clasificó            | No clasificó            | No clasificó            |
| 2015    | No clasificó            | No clasificó            | No clasificó            | No clasificó            | No clasificó            | No clasificó            | No clasificó            | No clasificó            |
| 2019    | No clasificó            | No clasificó            | No clasificó            | No clasificó            | No clasificó            | No clasificó            | No clasificó            | No clasificó            |
| 2023    | No clasificó            | No clasificó            | No clasificó            | No clasificó            | No clasificó            | No clasificó            | No clasificó            | No clasificó            |
| 2027    | Por disputarse          | Por disputarse          | Por disputarse          | Por disputarse          | Por disputarse          | Por disputarse          | Por disputarse          | Por disputarse          |
| Total   | 0/9                     | -                       | -                       | -                       | -                       | -                       | -                       | -                       |

### Campeonato Femenino de la Concacaf
| Edición | Resultado               | Posición                | PJ                      | PG                      | PE                      | PP                      | GF                      | GC                      |
| ------- | ----------------------- | ----------------------- | ----------------------- | ----------------------- | ----------------------- | ----------------------- | ----------------------- | ----------------------- |
| 1991    | No existía la selección | No existía la selección | No existía la selección | No existía la selección | No existía la selección | No existía la selección | No existía la selección | No existía la selección |
| 1993    | No existía la selección | No existía la selección | No existía la selección | No existía la selección | No existía la selección | No existía la selección | No existía la selección | No existía la selección |
| 1994    | No existía la selección | No existía la selección | No existía la selección | No existía la selección | No existía la selección | No existía la selección | No existía la selección | No existía la selección |
| 1998    | No existía la selección | No existía la selección | No existía la selección | No existía la selección | No existía la selección | No existía la selección | No existía la selección | No existía la selección |
| 2000    | No existía la selección | No existía la selección | No existía la selección | No existía la selección | No existía la selección | No existía la selección | No existía la selección | No existía la selección |
| 2002    | No existía la selección | No existía la selección | No existía la selección | No existía la selección | No existía la selección | No existía la selección | No existía la selección | No existía la selección |
| 2006    | No clasificó            | No clasificó            | No clasificó            | No clasificó            | No clasificó            | No clasificó            | No clasificó            | No clasificó            |
| 2010    | No clasificó            | No clasificó            | No clasificó            | No clasificó            | No clasificó            | No clasificó            | No clasificó            | No clasificó            |
| 2014    | No clasificó            | No clasificó            | No clasificó            | No clasificó            | No clasificó            | No clasificó            | No clasificó            | No clasificó            |
| 2018    | No clasificó            | No clasificó            | No clasificó            | No clasificó            | No clasificó            | No clasificó            | No clasificó            | No clasificó            |
| 2022    | No clasificó            | No clasificó            | No clasificó            | No clasificó            | No clasificó            | No clasificó            | No clasificó            | No clasificó            |
| Total   | 0/11                    | -                       | -                       | -                       | -                       | -                       | -                       | -                       |

### Copa Oro Femenina de la Concacaf
| Edición | Resultado    | Posición     | PJ           | PG           | PE           | PP           | GF           | GC           |
| ------- | ------------ | ------------ | ------------ | ------------ | ------------ | ------------ | ------------ | ------------ |
| 2024    | No clasificó | No clasificó | No clasificó | No clasificó | No clasificó | No clasificó | No clasificó | No clasificó |
| Total   | 0/1          | -            | -            | -            | -            | -            | -            | -            |

## Últimos y próximos encuentros
Actualizado al último partido jugado el 5 de diciembre de 2023
| Fecha      | Ciudad        | Local           | Resultado | Visitante       | Competición                  |
| ---------- | ------------- | --------------- | --------- | --------------- | ---------------------------- |
| 22-09-2023 | Saint Michael | Barbados        | 5:0       | San Vicente     | Clas. Copa Oro Femenina 2024 |
| 26-09-2023 | Kingstown     | San Vicente     | 0:4       | Bermudas        | Clas. Copa Oro Femenina 2024 |
| 27-10-2023 | Kingstown     | San Vicente     | 0:8       | Rep. Dominicana | Clas. Copa Oro Femenina 2024 |
| 31-10-2023 | Santo Domingo | Rep. Dominicana | 4:0       | San Vicente     | Clas. Copa Oro Femenina 2024 |
| 01-12-2023 | Devonshire    | Bermudas        | 3:0       | San Vicente     | Clas. Copa Oro Femenina 2024 |
| 05-12-2023 | Puerto España | San Vicente     | 4:2       | Barbados        | Clas. Copa Oro Femenina 2024 |

## Entrenadoras
| Nombre             | Nacionalidad                 | Desde | Hasta    |
| ------------------ | ---------------------------- | ----- | -------- |
| Hermenegilda Souza | Brasil                       | 1990  | 1992     |
| Sandra Aguete      | Brasil                       | 1992  | 1992     |
| Marisol Romero     | Argentina                    | 1992  | 1998     |
| Donna Carrington   | San Vicente y las Granadinas | 1998  | 2000     |
| Lissa Brown        | Jamaica                      | 2000  | 2002     |
| Adrianne Shaw      | Inglaterra                   | 2003  | 2003     |
| Zoran Vraneš       | Serbia                       | 2004  | 2007     |
| Claudine Gurley    | San Vicente y las Granadinas | 2008  | 2008     |
| Sussan Hall        | Inglaterra                   | 2009  | 2012     |
| Roberta Huggins    | San Vicente y las Granadinas | 2012  | 2016     |
| Dalma Vergelli     | Argentina                    | 2016  | Presente |